# کرنبری (حوزه سرشماری)، نیوجرسی
کرنبری (به انگلیسی: Cranbury) یک منطقهٔ مسکونی در ایالات متحده آمریکا است که در کرانبوری، نیوجرسی واقع شده‌است. کرنبری ۳٫۱۵۶ کیلومتر مربع مساحت و ۲٬۱۸۱ نفر جمعیت دارد و ۲۴ متر بالاتر از سطح دریا واقع شده‌است.